# Драгомир Асенов
Жак Нисим Меламед е български писател (драматург, романист, разказвач), известен с литературния си псевдоним Драгомир Асенов.

## Биография
Роден е в гр. Фердинанд на 15 май 1926 г. Баща му е писар в мировото съдилище. След смъртта на баща му (1936) семейството се преселва в София. Там е 6 години в частно сиропиталище, след това учи в 6-а мъжка гимназия.
Като гимназист става член на РМС (1942). С развято национално знаме е начело на 24-майската демонстрация на площад „Възраждане“ срещу подготвяната от правителството депортация на българските евреи., изключен е от гимназията (1943).
Изселен е в Русе. Ръководи нелегална група, участва в Деветосептемврийското въстание, завършва средното си образование. Работи във в. „Дунавски отечествен фронт“, където публикува много статии, рецензии, очерци, репортажи, памфлети и др. Съосновател е на в. „Дунавски културен фронт“.
Завършва право в Софийския университет през 1953 г. Член е на БКП от 1961 г.
Редактор е на вестник „Работническо дело“ (1953 – 1956). От 1957 г. е редактор, после – главен редактор (1965 – 1968) на списанието за ученици „Родна реч“. Заместник главен редактор (1968 – 1971) е на вестник „Литературен фронт“.
Под псевдонима Драгомир Асенов пише на съвременни теми пиеси, романи, повести, разкази и др. Член и секретар (1971) на Съюза на българските писатели. Умира от рак в София на 19 юни 1981 г.

## Признание
Носител е на „Димитровска награда“ (1974) и други национални награди и държавни отличия.
Драматичният театър в родния му град Фердинанд (дн. Монтана) носи неговото име.

## Творчество
- „Когато Тито награждава“ (1950)
- „Съвест“ (разкази, 1951)
- „Нашият взвод“ (повест, 1956, 1962, 1973)
- „Пътищата се разминават“ (роман, 1959)
- „Кафявите хоризонти“ (роман, 1961, 1970)
- „Големият каменен дом“ (роман, 1963)
- „Сурово възпитание“ (разкази, 1964)
- „Рожден ден“ (пиеса, 1965)
- „Плодът на ветровете“ (роман, 1966)
- „Рози за д-р Шомов“ (пиеса, 1967)
- „Разходка в събота вечер“ (пиеса, 1969)
- „Горещи нощи в Аркадия“ (пиеса, 1970)
- „Изпити“ (пиеса, 1970)
- „Професия за ангели“ (пиеса, 1971)
- „Три пиеси. Рози за д-р Шомов. Разходка в събота вечер. Изпити“ (1972)
- „Тази кръв няма да се пролее“ (роман, 1973)
- „Биография на един вечен ден“ (роман, 1976)
- „Най-тежкият грях“ (роман, 1980, 2001)
- „Огнената межда. Летопис в 2 романа“ (1980)
- „Наградата“ (пиеса, 1981)
- „Елегия за едно женско сърце“ (роман, 1981)
- Избрани произведения в 3 тома (1983 – 1986)
- „Златното покритие“ (пиеса)
- „Краят на деня“ (пиеса)
- „Когато срещнеш чудото“ (пиеса)

## Филмография
Като сценарист
- Най-тежкият грях (1982)
- Тази кръв трябваше да се пролее (1985) – съсценарист Леон Даниел